# ان‌جی‌سی ۳۳۸
ان‌جی‌سی ۳۳۸ (انگلیسی: NGC 338) نام یک کهکشان مارپیچی در صورت فلکی ماهی است.